# Martika
Ne doit pas être confondu avec Marta Marrero.
 (mars 2019).
Si vous disposez d'ouvrages ou d'articles de référence ou si vous connaissez des sites web de qualité traitant du thème abordé ici, merci de compléter l'article en donnant les références utiles à sa vérifiabilité et en les liant à la section « Notes et références ».
Martika, de son vrai nom Marta Marrero est une actrice et auteur-compositeur-interprète américaine, née le 18 mai 1969 à Whittier (Californie).
Martika est connue très tôt pour son rôle de Gloria dans Kids Incorporated. Principalement active dans les années 1980 et le début des années 1990, elle a vendu plus de quatre millions d'albums dans le monde. Son plus grand succès est Toy Soldiers, chanson arrivée numéro un dans les palmarès américains, dont le refrain fut utilisé comme échantillon pour le single Like Toy Soldiers d'Eminem. Prince lui a produit et composé deux titres : Love... Thy Will Be Done (qui sera repris par la chanteuse australienne Delta Goodrem en 2014) et Martika's Kitchen. Elle utilise le pseudonyme Vida Edit depuis 2009.

## Albums
- Martika (18 octobre 1988)
- Como Un Juguete (23 mars 1990)
- Martika's Kitchen (27 août 1991)
- Violince (6 juillet 2004)
- Oppera (31 mai 2005)